# 호세 몰리나
호세 벵하민 몰리나(스페인어: Jose Benjamin Molina, 1975년 6월 3일~)는 푸에르토리코 출신의 전 미국 프로 야구 선수이다. 현재는 메이저 리그 로스앤젤레스 에인절스 오브 애너하임의 포수 코디네이터로 활동 중이다. 형제로 벤지 몰리나, 야디에르 몰리나가 있다.